# Mesa County
Mesa County je okres ve státě Colorado v USA. K roku 2010 zde žilo 146 723 obyvatel. Správním městem okresu je Grand Junction. Celková rozloha okresu činí 8 653 km².